# Fehérfülű gyümölcsgalamb
A fehérfülű gyümölcsgalamb (Phapitreron leucotis) a madarak osztályának galambalakúak (Columbiformes) rendjébe és a galambfélék (Columbidae) családjába tartozó faj.

## Rendszerezése
A fajt Coenraad Jacob Temminck holland ornitológus írta le 1823-ban, a Columba nembe Columba leucotis néven.

## Alfajai
- Phapitreron leucotis brevirostris (Tweeddale, 1877)
- Phapitreron leucotis leucotis (Temminck, 1823)
- Phapitreron leucotis nigrorum (Sharpe, 1877)
- Phapitreron leucotis occipitalis (Salvadori, 1893)[2]

## Előfordulása
A Fülöp-szigetek területén honos. Természetes élőhelyei a szubtrópusi vagy trópusi síkvidéki esőerdők és lombhullató erdők. Állandó, nem vonuló faj.

## Megjelenése
Testhossza 23–24 centiméter, testtömege 82–158 gramm.

## Életmódja
Gyümölcsökkel és vetőmagvakkal táplálkozik.

## Természetvédelmi helyzete
Az elterjedési területe nagy, egyedszáma pedig stabil. A Természetvédelmi Világszövetség Vörös listáján nem fenyegetett fajként szerepel.